# Ryjówka reliktowa
Ryjówka reliktowa (Sorex pribilofensis) – gatunek ssaka z rodziny ryjówkowatych zamieszkujący na jednej z Wysp Pribyłowa.

## Taksonomia
S. pribilofensis należy do podrodzaju Otisorex, do grupy gatunkowej S. cinerea. Nazwa Sorex hydrodromus nadana w 1889 przez G. E. Dobsona, mimo że powinna mieć pierwszeństwo, została zastąpiona przez późniejszy synonim S. pribilofensis ze względu na to, że lokalizacja typowa określona przez Dobsona jako Unalaska może być niepoprawna, a uzębienie jego holotypu pasuje raczej do grupy Sorex araneus. Krok ten został zaproponowany przez Hoffmanna i Petersona w 1967 i przyjęty przez późniejszych autorów.

## Rozprzestrzenienie
Gatunek jest endemitem niewielkiej wyspy Saint Paul (90 km²), wchodzącej w skład Wysp Pribyłowa, na zachód od wybrzeży Alaski (Stany Zjednoczone).

## Ekologia
W obrębie wyspy żyje głównie wzdłuż wybrzeży, na terenie porośniętym latem nadmorską tundrą o powierzchni niecałych 40 km². Wielkość populacji nie jest obecnie znana. Szacuje się ją na ok. 19 tys. osobników. Preferowanym habitatem są wydmy oraz zbiorowiska traw, baldaszkowatych i innych kwitnących roślin zielnych. Nie występuje w zbiorowiskach turzyc i na wyżynach. Gatunek jest owadożerny, a w skład jego diety wchodzą m.in.: chrząszcze.